# Al-Dżakusijja
Al-Dżakusijja (arab. الجاكوسية) – wieś w Syrii, w muhafazie Hama. W 2004 roku liczyła 333 mieszkańców.